# NGC 6606
NGC 6606 је спирална галаксија у сазвежђу Лира која се налази на NGC листи објеката дубоког неба.
Деклинација објекта је + 43° 16' 7" а ректасцензија 18h 14m 41,3s. Привидна величина (магнитуда) објекта NGC 6606 износи 13,6 а фотографска магнитуда 14,4. NGC 6606 је још познат и под ознакама UGC 11174, MCG 7-37-25, CGCG 227-21, PGC 61633.